# Томас Ліготті
Томас Ліготті (нар. 9 липня 1953) — американський письменник жахів . Його твори ґрунтуються на кількох літературних жанрах, зокрема химерній фантастиці, і були описані критиками як твори філософського жаху, часто оформлені в оповідання та повісті в традиціях готичної літератури . Світогляд Ліготті в його художній і науково-популярній літературі описується як песимістичний і нігілістичний . The Washington Post назвала його «найкраще збереженою таємницею сучасної літератури жахів».

## Кар'єра
Ліготті розпочав свою професійну письменницьку кар'єру на початку 1980-х років з оповідань, опублікованих у малотиражних американських журналах. Він був редактором Grimoire з 1982 по 1985 рік У 2015 році перші дві збірки Ліготті, Songs of a Dead Dreamer і Grimscribe: His Lives and Works, були перевидані в одному томі Penguin Classics як Songs of a Dead Dreamer і Grimscribe . Майкл Калія з The Wall Street Journal написав про перевидання, що «письменник жахів Томас Ліготті збирається увійти в американський літературний канон. Penguin Classics опублікувала збірку оповідань пана Ліготті, що зробило його одним із 10 живих письменників, включаючи Томаса Пінчона та Дона ДеЛілло, серед сотень, які видавництво опублікувало у США» . Роботи Ліготті отримали високу оцінку від The New York Times Book Review, Los Angeles Review of Books, The Washington Post і The New Yorker Терренс Рафферті протиставляє Ліготті Стівену Кінгу, зауважуючи: «Кінгу, великому конферансьє, потрібна історія, як коміку потрібен жарт, і коли він не може його подати, він помирає (у розумінні коміка). Однак Кінг — майстер жахів. Коли натхнення немає, він має техніку для того, щоб підробити його. Томас Ліготті — майстер іншого порядку, практично іншого виду. Він, мабуть, не міг би підробити його, навіть якби спробував, а він ніколи не намагається. Він пише як втілення жаху»
Ліготті співпрацював з музичною групою Current 93 над альбомами In a Foreign Town, In a Foreign Land (1997, перевиданий 2002), I Have a Special Plan for This World (2000), This Degenerate Little Town (2001) і The Unholy City (2003), усі випущені на лейблі Durtro Девіда Тібета . Тибет також опублікував кілька обмежених видань книг Ліготті у Durtro Press. Крім того, Ліготті грав на гітарі під час запису Current 93 до збірного альбому Foxtrot, кошти від якого пішли на лікування алкоголізму музиканта Джона Баланса .

## Особисте життя
Серед своїх улюблених письменників він назвав Томаса Бернхарда, Вільяма С. Берроуза, Еміля Чорана, Володимира Набокова, Едгара Аллана По, Джакомо Леопарді, Семюеля Беккета, Франца Кафку та Бруно Шульца . Г. Ф. Лавкрафт також є важливим автором для Ліготті: кілька оповідань, зокрема «Секта ідіотів», містять явні посилання на Міфи Ктулху Лавкрафта, а збірка «Останній бенкет Арлекіна», була присвячена Лавкрафту. Крім того, на нього вплинули Елджернон Блеквуд, М. Р. Джеймс і Артур Мекен, автори фільмів жахів fin de siècle, відомі своєю витонченістю та наслідками космічного та надприродного у своїх історіях. Він також знаходився під впливом таких філософів, як Артур Шопенгауер і Пітер Вессель Цапфе .
Ліготті більшу частину свого життя страждав від хронічної тривоги та ангедонії ; це були визначні теми в його творчості. Ліготті уникає явного насильства, типового для деяких недавніх фільмів жахів, віддаючи перевагу створенню тривожної, песимістичної атмосфери за допомогою тонкощів та повторення. Ліготті заявив, що надає перевагу коротким оповіданням, аніж довгим, і як читач, і як письменник, хоча він написав повість « Моя робота ще не закінчена» (2002)
Походження Ліготті на три чверті сицилійське, на чверть польське, генетична комбінація, як він любить думати, "сприяла химерності моєї уяви та тому, що називають її «універсальністю». Він каже, що розповіді його польської бабусі, хоч і не жахливі, «познайомили мене з давнішим і дивнішим світом, котрий я коли-небудь знав би, і це зіграло, коли я почав писати оповідання через багато років».
У 1971—1973 роках Ліготті навчався в громадському коледжі округу Мейкомб, а в 1978 році закінчив Університет штату Вейн Протягом 23 років Ліготті працював помічником редактора в Gale Research (нині Gale Group), видавничій компанії, яка випускає компіляції літературних (та інших) досліджень. Влітку 2001 року Ліготті залишив роботу в Gale Group і переїхав на південь Флориди. Політично він ідентифікує себе як соціаліст .

## Вплив
У 2003 році Wildside Press опублікувала The Thomas Ligotti Reader: Essays and Explorations, збірку есе про творчість Ліготті під редакцією Даррелла Швейцера .
Письменник Джефф Вандермеєр написав численні твори, що вихваляють творчість Ліготті, включаючи вступ до видання Penguin Classics Songs of a Dead Dreamer and Grimscribe.
У 2014 році телесеріал HBO «Справжній детектив» привернув увагу деяких шанувальників Ліготті через схожість песимістичної, антинаталістської філософії, яку розділяв у перших кількох епізодах персонаж Раста Коула (роль якого зіграв Меттью Мак-Конагей), і власного філософського песимізму Ліготті та антинаталізм, особливо виражений у «Змові проти людської раси» . Після звинувачень у тому, що діалоги персонажа Коула у «Справжньому детективі» були вилучені із «Змови проти людської раси», сценарист серіалу Нік Піццолатто підтвердив у The Wall Street Journal що Ліготті, разом із кількома іншими письменниками та текстами у жанрі дивних надприродних жахів, справді вплинули на нього. Піццолатто сказав, що вважає "Змову проти людської раси " «неймовірно потужним твором». На тему крутих детективів він запитав: «Що може бути більш крутим, ніж світогляд Ліготті чи [Еміля] Чорана?»
Твори Ліготті та Юджина Такера вплинули на альбом 2021 року The Nightmare of Being ґетеборзького мелодичного дез-метал-гурту At the Gates .

## Адаптації
Графічні романи
- Фабрика кошмарів (2007)
- Фабрика кошмарів – Том 2 (2008)

## Нагороди
- 1982: Small Press Writers and Artists Organization, Best Author of Horror/Weird Fiction: The Chymist[29]
- 1986: Rhysling Award, from Science Fiction Poetry Association (nomination): One Thousand Painful Variations Performed Upon Divers Creatures Undergoing the Treatment of Dr. Moreau, Humanist[30]
- 1991: World Fantasy Award for Best Short Fiction (nomination): The Last Feast of Harlequin[31]
- 1992: World Fantasy Award for Best Collection (nomination): Grimscribe: His Lives and Works[en][31]
- 1997: World Fantasy Award for Best Collection (nomination): The Nightmare Factory[31]
- 1995: Bram Stoker Award for Best Short Fiction[en] (nomination): The Bungalow House[32]
- 1996: Bram Stoker Award for Best Fiction Collection[en]: The Nightmare Factory[32]
- 1996: Bram Stoker Award for Best Long Fiction[en]: The Red Tower[32]
- 1996: British Fantasy Award for Best Fiction Collection: The Nightmare Factory[33]
- 2002: Bram Stoker Award for Best Long Fiction: My Work Is Not Yet Done[en][32]
- 2002: International Horror Guild Award, Long Form Category: My Work Is Not Yet Done[34]
- 2010: Bram Stoker Award for Superior Achievement in Nonfiction (nomination) The Conspiracy Against the Human Race[en][32]
- 2019: Bram Stoker Award for Lifetime Achievement[en][35]